# Epizykloide

Die rote Kurve ist eine Epizykloide. Sie entsteht durch Abrollen des kleinen Kreises auf dem großen Kreis durch Verfolgung des anfänglichen Berührpunktes beider Kreise.

Eine Epizykloide (von altgriechisch ἐπί epí, deutsch ‚auf‘ und lateinisch cyclus bzw. altgriechisch κύκλος kýklos, deutsch ‚Kreis‘) ist eine Rollkurve, die sich folgendermaßen beschreiben lässt: Auf der Außenseite eines gegebenen Kreises (Rastkreis / Rastpolbahn) mit Radius {\displaystyle R} rollt ein weiterer Kreis (Gangkreis / Gangpolbahn) mit Radius {\displaystyle r}, ohne zu gleiten. Die Bezeichnungen {\displaystyle R} und {\displaystyle r} sind nicht als Größenvergleich zu verstehen; es gibt auch Epizykloiden mit {\displaystyle r>R}. Die Bahn, die ein mitrotierender Punkt auf dem Umfang des Gangkreises beschreibt, wurde schon von Philippe de La Hire als Epizykloide bezeichnet.
Epizykloiden weisen immer Spitzen auf. Befindet sich der mitrotierende Punkt nicht auf dem Umfang des Gangkreises, entstehen Epitrochoiden, also Kurven ohne Spitzen. Die Epizykloide ist somit ein Spezialfall der Epitrochoiden.
Aufgrund der doppelten Erzeugung kann jede Epizykloide auch durch das Abrollen eines (großen) Kreises um einen fest stehenden kleineren Kreis erzeugt werden. Wenn der Entstehungsmechanismus von Interesse ist, nennt man eine auf diese Art erzeugte Epizykloide eine Perizykloide.
Aus Perizykloiden werden durch kinematische Umkehrung (Vertauschung von festem und bewegtem Kreis) Hypozykloiden. Hier rollt ein kleinerer Kreis auf der Innenseite eines größeren Kreises ab.
Unter einer Zykloide versteht man normalerweise eine Kurve, die beim Abrollen eines Kreises auf einer Geraden entsteht. Teilweise wird dieser Begriff aber allgemeiner verwendet, sodass auch Epizykloiden und Hypozykloiden eingeschlossen sind.
Epizykloiden sind blumenähnliche Kurven, die an Mandalas erinnern. Historisch spielten Epizykloiden eine wichtige Rolle in der Epizykeltheorie. Mit dieser Theorie versuchte man, die beobachteten Planeten-Bahnen mit teilweise eigentümlich anmutenden Schleifen zu erklären.

## Geschlossenheit
Sowohl Epizykloiden als auch Hypozykloiden sind genau dann geschlossene Kurven, wenn das Längenverhältnis {\displaystyle q} = {\displaystyle {\tfrac {R}{r}}} der Radien rational ist und sich als gekürzter Bruch von zwei ganzen Zahlen {\displaystyle i_{R}} und {\displaystyle i_{r}} schreiben lässt. Mathematisch ausgedrückt bedeutet das:
{\displaystyle {\frac {R}{r}}={\frac {i_{R}}{i_{r}}}\quad {\mbox{mit}}\quad \operatorname {ggT} (i_{R},i_{r})=1}
Dabei bezeichnet {\displaystyle \operatorname {ggT} (i_{R},i_{r})} den größten gemeinsamen Teiler von {\displaystyle i_{R}} und {\displaystyle i_{r}}. Im ersten Bruch ist {\displaystyle R} der Radius des stehenden „Rades“ und {\displaystyle r} der Radius des umlaufenden „Rades“. Bei der technischen Umsetzung in Form von Zahnrädern ist die Anzahl der „Zähne“ maßgeblich, sodass sich stets geschlossene Kurven ergeben.

### Anzahl der Spitzen
Die Anzahl der Spitzen der geschlossenen Epizykloide ist identisch mit der ganzen Zahl {\displaystyle i_{R}}.

### Anzahl der Umläufe
Die Anzahl der Umläufe des sich bewegenden „Rades“ während einer Periode ist {\displaystyle i_{r}}.

## Doppelte Erzeugung von Epizykloiden
Bei einer Epizykloide, die durch Abrollen eines Kreises mit Radius {\displaystyle r} um einen festen Kreis mit Radius {\displaystyle R} entsteht, schwankt der Abstand der Kurvenpunkte vom Mittelpunkt des festen Kreises zwischen {\displaystyle R} und {\displaystyle R+2r} (Summe aus dem Radius des Leitkreises und dem Durchmesser des bewegten Kreises). Diese Epizykloide lässt sich auch als Perizykloide bzw. allgemeiner als Peritrochoide auffassen: Ein Kreis mit Radius {\displaystyle R+r} rollt mit seiner Innenseite um einen festen Kreis mit Radius {\displaystyle R}. Als Beispiel ist hier eine Epizykloide mit {\displaystyle R=3,r=1} abgebildet. Bei der entsprechenden Perizykloide ist der Radius des festen Kreises ebenfalls gleich {\displaystyle 3}, der Radius des bewegten Kreises aber gleich {\displaystyle 3+1=4}. Dies bedeutet: Das Längenverhältnis (Übersetzungsverhältnis) der Radien ist {\displaystyle q} = {\displaystyle {\tfrac {R}{r}}={\tfrac {3}{1}}} bzw.{\displaystyle {\tfrac {3}{4}}}. Getriebetechnisch lässt sich das erzeugende Getriebe einer Peritrochoide durch das Abrollen eines Hohlrades um ein stillstehendes kleineres Rad verwirklichen.

Doppelte Erzeugung von Epizykloiden
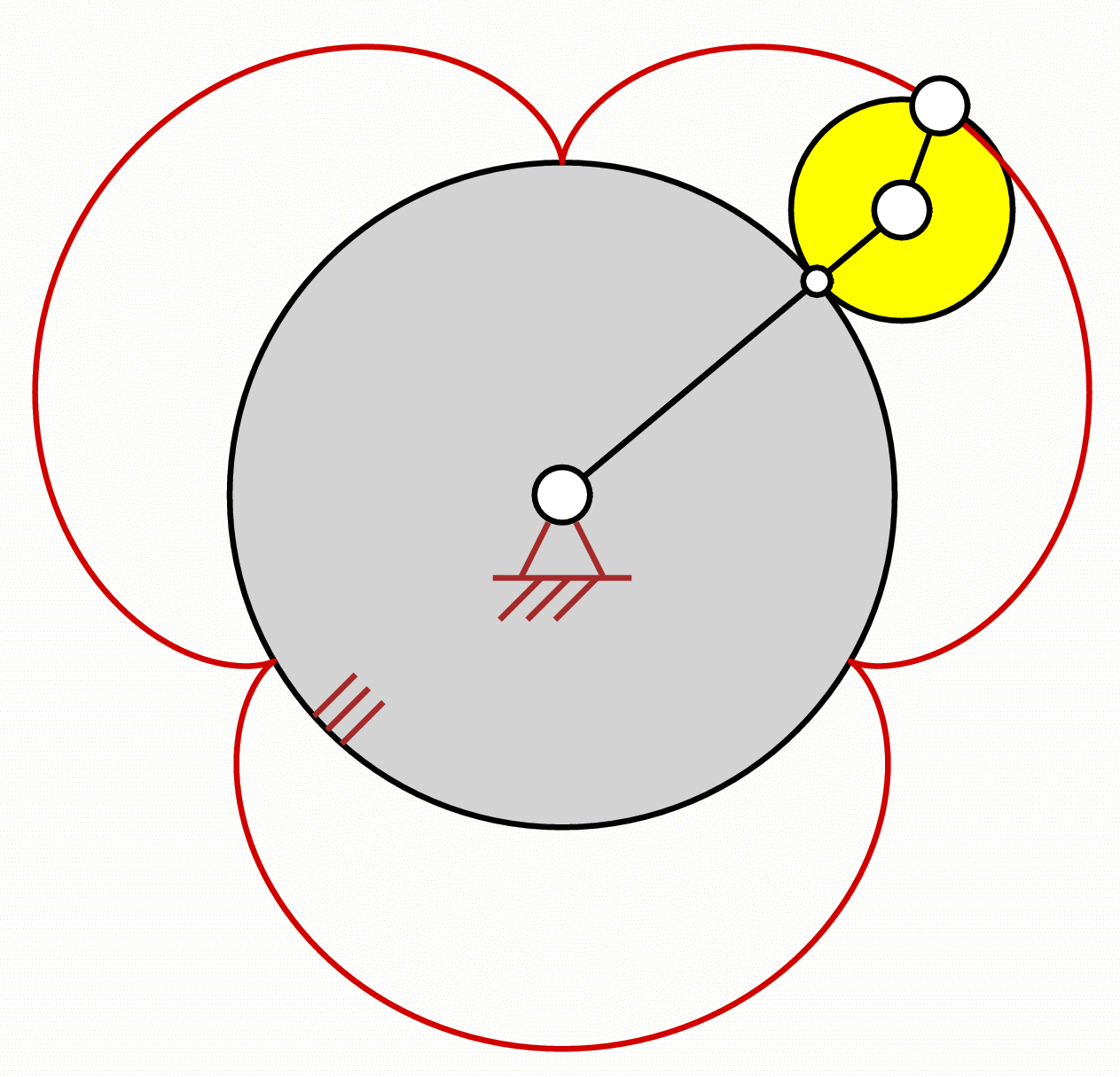
Epizykloide q = 3/1
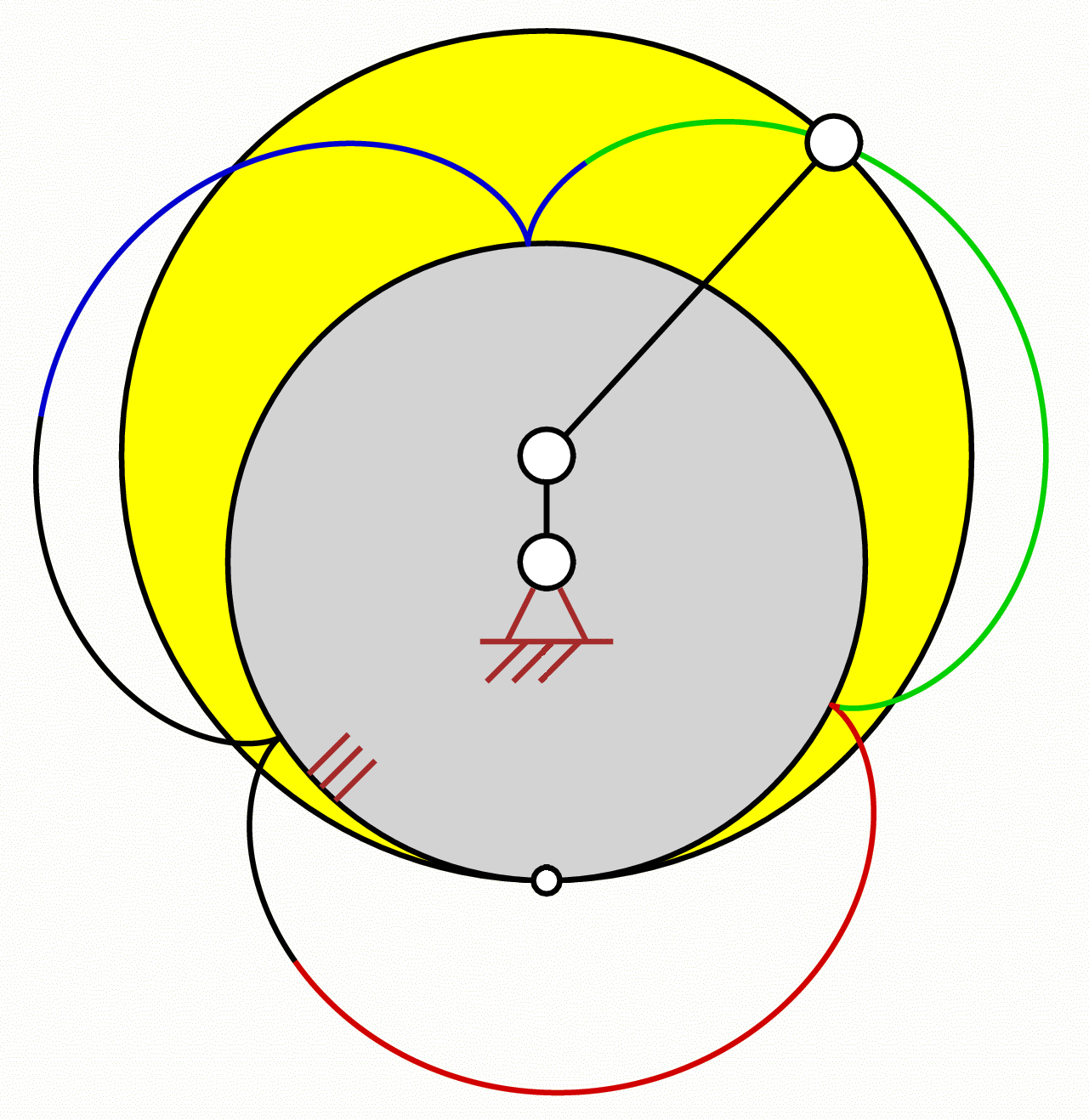
Perizykloide q = 3/4

Die doppelte Erzeugung wurde 1694 erstmals von Philippe de La Hire für Epi- und Hypozykloiden beschrieben und 1867 von Bellermann auf Epi- und Hypotrochoiden ausgeweitet.

## Parameterdarstellung

Zur Herleitung der Parameterdarstellung

Die kartesischen Koordinaten eines Kurvenpunktes {\displaystyle P} lassen sich berechnen durch
{\displaystyle x=(R+r)\cos \alpha -r\cos(\alpha +\beta ),}
{\displaystyle y=(R+r)\sin \alpha -r\sin(\alpha +\beta ).}
Dabei wird vorausgesetzt, dass der feste Kreis den Mittelpunkt {\displaystyle O(0,0)} hat. Die Startposition des erzeugenden Punktes ist {\displaystyle (R,0)}. Als Parameter wird der Winkel {\displaystyle \alpha } verwendet, den die Verbindungsstrecke zwischen dem Ursprung {\displaystyle O} und dem Mittelpunkt {\displaystyle M} des bewegten Kreises mit der x-Achse einschließt.
Zur Begründung betrachtet man die beiden Kreisbögen (in der Skizze rot), die der bisherigen Rollbewegung entsprechen. Der zugehörige Mittelpunktswinkel im bewegten Kreis (grün) sei mit {\displaystyle \beta } bezeichnet. Nun lassen sich die Gleichungen trigonometrisch begründen. Der Ortsvektor von {\displaystyle M} ist wegen {\displaystyle |{\overrightarrow {OM}}|=R+r} gegeben durch
{\displaystyle {\overrightarrow {OM}}={\begin{pmatrix}(R+r)\cos \alpha \\(R+r)\sin \alpha \end{pmatrix}}.}
Ähnlich ist
{\displaystyle {\overrightarrow {MP}}={\begin{pmatrix}r\cos(\alpha +\beta -180^{\circ })\\r\sin(\alpha +\beta -180^{\circ })\end{pmatrix}}={\begin{pmatrix}-r\cos(\alpha +\beta )\\-r\sin(\alpha +\beta )\end{pmatrix}}}
zu begründen ({\displaystyle \alpha +\beta -180^{\circ }} ist der Winkel gegenüber der x-Richtung). Insgesamt erhält man für den Ortsvektor von {\displaystyle P}:
{\displaystyle {\overrightarrow {OP}}={\overrightarrow {OM}}+{\overrightarrow {PM}}={\begin{pmatrix}(R+r)\cos \alpha -r\cos(\alpha +\beta )\\(R+r)\sin \alpha -r\sin(\alpha +\beta )\end{pmatrix}}}
Da die Kreisbögen gleich groß sein müssen, gilt {\displaystyle R\alpha =r\beta }. Man kann also den Winkel {\displaystyle \beta } durch {\displaystyle \alpha } ausdrücken ({\displaystyle \beta ={\frac {R}{r}}\alpha }).
Es folgt:
{\displaystyle x=(R+r)\cos \alpha -r\cos \left(\left(1+{\frac {R}{r}}\right)\alpha \right),}
{\displaystyle y=(R+r)\sin \alpha -r\sin \left(\left(1+{\frac {R}{r}}\right)\alpha \right).}
Mithilfe der Abkürzung {\displaystyle m=1+{\frac {R}{r}}} lassen sich die Gleichungen noch einfacher schreiben:
{\displaystyle x=mr\cos \alpha -r\cos(m\alpha ),}
{\displaystyle y=mr\sin \alpha -r\sin(m\alpha ).}
Es ist auch möglich, die Epizykloide mit Polarkoordinaten darzustellen.

Alternativer Startpunkt

## Alternative Definition und Parameterdarstellung
Verwendet man {\displaystyle (R+2r,0)} als Startposition des erzeugenden Punktes, so entsteht eine zur obigen Definition um den Winkel {\displaystyle {\tfrac {\pi }{m-1}}} gedrehte Kurve. Ihre Parameterdarstellung ist:
{\displaystyle x=mr\cos \alpha \,{\color {red}+}\,r\cos(m\alpha ),}
{\displaystyle y=mr\sin \alpha \,{\color {red}+}\,r\sin(m\alpha ).}

## Weitere Beispiele
In dem folgenden Schaubild ist links {\displaystyle {\tfrac {R}{r}}} eine ganze Zahl, deswegen überlappen sich die „Blütenblätter“ links nicht und die Kurve schließt sich schon nach einem Umlauf des Kreises mit Radius {\displaystyle r} auf dem Umfang des Kreises mit Radius {\displaystyle R} (blau). Rechts überlappen sich die„Blütenblätter“; die Kurve schließt sich wegen {\displaystyle {\tfrac {R}{r}}={\tfrac {5}{2}}} erst nach zwei Umläufen.

Epizykloiden

## Eigenschaften der Epizykloide

### Zahl der Schnittpunkte
Die Zahl der Schnittpunkte (Doppelpunkte) ist gleich {\displaystyle i_{R}(i_{r}-1)}. Falls die Epizykloide bei einem Umlauf – des bewegten Kreises um den feststehenden Kreis – erzeugt wird ({\displaystyle i_{r}=1}), existieren keine Schnittpunkte. Ist die Zahl der Umläufe größer ({\displaystyle i_{r}>1}), so erhöht sich für jeden zusätzlichen Umlauf die Zahl der Schnittpunkte um {\displaystyle i_{R}}.

### Länge
Die ersten Ableitungen der letzten Parameterdarstellung sind
{\displaystyle x'=-mr\,(\sin \alpha -\sin(m\alpha )),}
{\displaystyle y'=mr\,(\cos \alpha -\cos(m\alpha )),}
woraus
{\displaystyle x'^{2}+y'^{2}=4m^{2}r^{2}\,\sin ^{2}\left({\frac {m-1}{2}}\alpha \right)=2m^{2}r^{2}(1-\cos((m-1)\alpha ))}
folgt. (Es wurden die trigonometrischen Formeln für {\displaystyle \sin u-\sin v} und {\displaystyle \cos u-\cos v}, der „trigonometrische Pythagoras“ und die Formel {\displaystyle \sin ^{2}u={\tfrac {1}{2}}(1-\cos(2u))} verwendet.)
Für ganzzahliges {\displaystyle m} liegt eine sich schließende Epizykloide mit {\displaystyle m-1} Bögen vor. Die Länge eines Bogens ist
{\displaystyle s_{0}=\int _{0}^{\frac {2\pi }{m-1}}{\sqrt {x'^{2}+y'^{2}}}\,\mathrm {d} \alpha =2mr\int _{0}^{\frac {2\pi }{m-1}}\sin \left({\frac {m-1}{2}}\alpha \right)\,\mathrm {d} \alpha ={\frac {8mr}{m-1}}.}
Die Gesamtlänge beträgt daher
{\displaystyle s=(m-1)s_{0}=8mr=8(R+r).}

### Flächeninhalt
Aus der Sektorformel von Leibniz
{\displaystyle F={\frac {1}{2}}\int _{a}^{b}{\big (}x(t)\,y'(t)-y(t)\,x'(t){\big )}\,\mathrm {d} t}
und
{\displaystyle {\begin{matrix}xy'-yx'&=&(mr\cos \alpha -r\cos(m\alpha ))\cdot mr(\cos \alpha -\cos(m\alpha ))\\&&-(mr\sin \alpha -r\sin(m\alpha ))\cdot (-mr(\sin \alpha -\sin(m\alpha )))\\&=&m(m+1)r^{2}(1-\cos((m-1)\alpha ))\end{matrix}}}

Epizykloide: Sektor

ergibt sich bei ganzzahligem {\displaystyle m} für den Sektor-Flächeninhalt zu einem Bogen
{\displaystyle A_{0}={\frac {1}{2}}m(m+1)r^{2}\int _{0}^{\frac {2\pi }{m-1}}(1-\cos((m-1)\alpha )\,\mathrm {d} \alpha ={\frac {\pi m(m+1)r^{2}}{m-1}}}
und für die gesamte von der Epizykloide eingeschlossene Fläche ({\displaystyle m-1} Bögen)
{\displaystyle A=(m-1)A_{0}=m(m+1)\,\pi r^{2}.}

### Evolute
Wegen
{\displaystyle x'^{2}+y'^{2}=2m^{2}r^{2}(1-\cos((m-1)\alpha ))} (siehe oben)
und
{\displaystyle x'y''-x''y'=\cdots =m^{2}r^{2}(m+1){\big (}1-\cos((m-1)\alpha ){\big )}}
gilt
{\displaystyle {\frac {x'^{2}+y'^{2}}{x'y''-x''y'}}={\frac {2}{m+1}}}.

Epizykloide: Evolute (rot)

Die Parameterdarstellung der Evolute ist daher
{\displaystyle X=x-y'{\frac {x'^{2}+y'^{2}}{x'y''-x''y'}}={\frac {m-1}{m+1}}{\Big (}mr\cos \alpha +r\cos(m\alpha ){\Big )},}
{\displaystyle Y=y+x'{\frac {x'^{2}+y'^{2}}{x'y''-x''y'}}={\frac {m-1}{m+1}}{\Big (}mr\sin \alpha +r\sin(m\alpha ){\Big )}.}
(Die Koordinaten {\displaystyle x,y} beziehen sich auf einen Punkt der gegebenen Epizykloide, die Koordinaten {\displaystyle X,Y} auf den entsprechenden Punkt der Evolute.)
Aus den Gleichungen erkennt man, dass die Evolute wieder eine Epizykloide ist. Sie ist gegenüber der gegebenen Epizykloide mit dem Faktor {\displaystyle {\frac {m-1}{m+1}}} (im Bild {\displaystyle {\frac {3}{5}}}) verkleinert und um {\displaystyle {\frac {180^{\circ }}{m-1}}} (im Bild {\displaystyle 60^{\circ }}) gedreht.
Das nächste Bild zeigt ein weiteres Beispiel einer Zykloide mit {\displaystyle R=40,r=10} und ihre Evolute. Im zweiten Beispiel ist {\displaystyle R=35,r=10}. In diesem Fall schließt sich die Epizykloide erst nach zwei Durchgängen, da {\displaystyle R/r} keine ganze Zahl ist.

- {\displaystyle R=40,r=10}
- {\displaystyle R=35,r=10}
- {\displaystyle R=30,r=8}

## Spezielle Epizykloiden

### Kardioide

Kardioide, Konstruktionsskizze als Animation, Pause zu Beginn 15 s sowie Pause am Ende 10 s; die Spitze der Kardioide liegt auf der Koordinate (-2,0)

Kardioide als Kreis-Konchoide

Für {\displaystyle R=r\ (m=2)} ergibt sich eine Kardioide (Herzkurve). Für Umfang und Fläche erhält man:
{\displaystyle s=16r,\ A=6r^{2}\pi }
Wenn die Spitze der Kardioide im Koordinatenursprung liegt, lautet die Gleichung in Polar- bzw. kartesischen Koordinaten:
{\displaystyle {\begin{matrix}r&=&2r\cdot (1+\cos(\varphi ))\\(x^{2}+y^{2}-2rx)^{2}&=&4r^{2}\cdot (x^{2}+y^{2})\end{matrix}}}
Die animierte Skizze rechts zeigt die Konstruktion von Kardioidenpunkten. Gegeben seien ein innerer Kreis mit Radius {\displaystyle R=2}, dessen Mittelpunkt der Koordinatenursprung eines kartesischen Koordinatensystems ist, und der darauf abrollende Kreis mit Radius {\displaystyle r=2.} Um den Punkt {\displaystyle P} auf dem Radius {\displaystyle r} innerhalb eines Quadranten – vorteilhaft zwischen den Koordinatenachsen – zu bestimmen, bedarf es nur einer Verbindung der Kreismittelpunkte und der Übertragung des Mittelpunktswinkels {\displaystyle \alpha } (siehe Bild) vom inneren Kreis (blau) auf das Zentrum des abrollenden Kreises (grün). Der Schenkel des Winkels {\displaystyle \alpha '} erzeugt mit {\displaystyle P} (rot) den Punkt, der die Kardioide als Ortskurve liefert.
Diese Kurve kann man auch anders erhalten, und zwar als Kreiskonchoide (Pascalsche Schnecke): Man zeichnet von einem Punkt auf dem Kreisumfang eine Sehne und verlängert sie um den Kreisdurchmesser. Wenn die Sehne sich dreht, beschreibt der Endpunkt der Verlängerung eine Kardioide.

### Nephroide

Nephroide, Konstruktionsskizze als Animation, Pause zu Beginn 25 s sowie Pause am Ende 10 s

Ist {\displaystyle R=2r\ (m=3),} sprich {\displaystyle {\frac {R}{r}}=2,} so erhält man, wie im Folgenden beschrieben, eine Nephroide. Sie hat die Maße
{\displaystyle {\begin{matrix}s&=&24r&=&12R\\A&=&12r^{2}\pi &=&3R^{2}\pi \end{matrix}}}
Es sei ein innerer Kreis mit Radius {\displaystyle R=4}, dessen Mittelpunkt der Koordinatenursprung eines kartesischen Koordinatensystems und der darauf abrollende Kreis mit Radius {\displaystyle r=2.} Um den Punkt {\displaystyle P} auf dem Radius {\displaystyle r} innerhalb eines Quadranten – vorteilhaft zwischen den Koordinatenachsen – zu bestimmen, verbindet man zuerst die Mittelpunkte der beiden Kreise. Der dabei im Winkelscheitel {\displaystyle O} des inneren Kreises entstandene Mittelpunktswinkel {\displaystyle \alpha } (siehe Bild) wird nun mit der Winkelweite {\displaystyle 2\alpha } in das Zentrum des abrollenden Kreises (grün) mit positivem Drehsinn eingearbeitet. Der Winkelschenkel des Winkels {\displaystyle 2\alpha } erzeugt mit {\displaystyle P} (rot) den Punkt, der die Nephroide als Ortskurve liefert.
Für die dargestellte Nephroide gilt die Gleichung
{\displaystyle (x^{2}+y^{2}-4r^{2})^{3}=108r^{4}y^{2},}
mit dem eingesetzten Wert {\displaystyle r=2}
{\displaystyle (x^{2}+y^{2}-4\cdot 2^{2})^{3}=108\cdot 2^{4}y^{2}}
ergibt sich schließlich
{\displaystyle (x^{2}+y^{2}-16)^{3}=1728y^{2}.}

## Epitrochoide
Die Epitrochoide ist eine naheliegende Verallgemeinerung der Epizykloide. Ein Kreis mit Radius {\displaystyle r} rollt auf der Außenseite eines festen Kreises mit Radius {\displaystyle R}. Der erzeugende Punkt hat zum Mittelpunkt des bewegten Kreises einen Abstand {\displaystyle d>0}.
Folgende Typen werden unterschieden:
- Verkürzte oder gestreckte Epizykloide ({\displaystyle d<r})
- Verlängerte oder verschlungene Epizykloide ({\displaystyle d>r})
- Epizykloide ({\displaystyle d=r}, siehe oben), auch als gespitzte Epizykloide bezeichnet

### Parametergleichung

Verkürzte Epitrochoide mit und

Durch eine geringfügige Abwandlung der obigen Herleitung für die Parameterdarstellung einer Epizykloide ({\displaystyle d} statt {\displaystyle r}) erhält man die Parameterdarstellung einer Epitrochoide:
{\displaystyle x=(R+r)\cos \alpha -{\color {red}d}\cos \left(\left(1+{\tfrac {R}{r}}\right)\alpha \right)\ ,}
{\displaystyle y=(R+r)\sin \alpha -{\color {red}d}\sin \left(\left(1+{\tfrac {R}{r}}\right)\alpha \right)\ .}
Mit {\displaystyle m=1+{\tfrac {R}{r}}} ist:
{\displaystyle x=mr\cos \alpha -{\color {red}d}\cos(m\alpha )\ ,}
{\displaystyle y=mr\sin \alpha -{\color {red}d}\sin(m\alpha )\ .}
{\displaystyle d} ist der Abstand des Startpunktes ({\displaystyle \alpha =0}) zum Mittelpunkt des kleinen Startkreises.
Für die genaue Beschreibung von Epitrochoiden sind zwei Begriffe bedeutsam, der Ball'sche Kreis und die Übergangskreise.

### Ball'scher Kreis
Der Ball'sche Kreis, ein Spezialfall der Ball'schen Kurve, ist ein Kreis um den Mittelpunkt des umlaufenden Kreises mit dem Radius
{\displaystyle r_{B}={\frac {r}{m}}={\frac {r}{q+1}}={\frac {r}{{\frac {i_{R}}{i_{r}}}+1}}={\frac {r}{{\frac {R}{r}}+1}}={\frac {r^{2}}{R+r}}.}
Er spielt beim Krümmungsverhalten einer Epitrochoide eine wichtige Rolle.

### Übergangskreise
Übergangskreise einer Epitrochoide (Spezialfall von Übergangskurven) sind dadurch gekennzeichnet, dass die Epitrochoide Berührungspunkte aufweist, wenn der erzeugende Punkt auf einem dieser Übergangskreise liegt. Da es sich hier um konzentrische Kreise um den Mittelpunkt des bewegten Kreises handelt, ist der Name Übergangskreis sinnvoll. Beim Verschieben des erzeugenden Punkts über einen der Übergangskreise ändert sich die Zahl der Schnittpunkte (Doppelpunkte) der Epitrochoide. Die Radien der Übergangskreise lassen sich im Allgemeinen nicht analytisch berechnen. Die Ermittlung mithilfe von Näherungsverfahren ist nicht kompliziert, würde aber den Rahmen dieses Artikels sprengen. Die Berechnung kann man Internetseiten überlassen. Die Übergangskreise befinden sich, falls vorhanden, außerhalb des bewegten Kreises.
Die Anzahl der Übergangskreise lässt sich berechnen durch
{\displaystyle n_{b}=\left\lfloor {\frac {i_{R}}{2}}\right\rfloor .}
Die hier verwendete Gaußklammer {\displaystyle \lfloor \ldots \rfloor } drückt aus, dass der Wert von {\displaystyle {\frac {i_{R}}{2}}}, falls er nicht ganzzahlig ist, auf die nächstkleinere ganze Zahl abgerundet werden muss.

### Minimale und maximale Zahl der Schnittpunkte
Die minimale Zahl der Schnittpunkte einer Epitrochoide stimmt mit der Zahl der Schnittpunkte der entsprechenden Epizykloide überein:
{\displaystyle n_{\text{min}}=i_{R}(i_{r}-1)}
Mithilfe der Zahl der Übergangskreise ({\displaystyle n_{b}}) lässt sich daraus auch die maximale Zahl der Schnittpunkte ermitteln:
{\displaystyle n_{\text{max}}=\left\{{\begin{array}{ll}n_{\text{min}}+(2n_{b}+1)\,i_{R},&{\text{falls}}\;i_{R}\;{\text{ungerade}}\\n_{\text{min}}+2n_{b}i_{R},&{\text{falls}}\;i_{R}\;{\text{gerade}}\\\end{array}}\right.}

### Verkürzte Epizykloide

Verkürzte Epizykloide mit und

Verkürzte Epizykloiden, also Epitrochoiden mit {\displaystyle d<r}, besitzen keine Schleifen.
Liegt der erzeugende Punkt zwischen dem Ball'schen Kreis und dem umlaufenden Kreis ({\displaystyle r_{B}<d<r}), so hat die Epitrochoide je {\displaystyle i_{R}} Abschnitte mit Links- bzw. Rechtskrümmung. Die Kurvenpunkte, an denen sich das Krümmungsverhalten ändert und der Krümmungskreismittelpunkt von einer Seite der Kurve auf die andere wechselt, nennt man Wendepunkte. Falls Wendepunkte vorliegen, beträgt ihre Anzahl {\displaystyle 2\,i_{R}}. Für {\displaystyle d\leq r_{B}} existieren keine Wendepunkte, das Krümmungsverhalten ist also einheitlich. Im Grenzfall {\displaystyle d=r_{B}} hat die Epitrochoide {\displaystyle i_{R}} Abschnitte, die annähernd geradlinig verlaufen.
Die Zahl der Schnittpunkte hat ihren minimalen Wert {\displaystyle n_{\text{min}}=i_{R}(i_{r}-1)}.
Der Spirograph, ein Spielzeug, mit dem sich reizvolle Ornamente gestalten lassen, ermöglicht unter anderem das Zeichnen von verkürzten Epizykloiden.

### Verlängerte Epizykloide
Verlängerte Epizykloiden, also Epitrochoiden mit {\displaystyle d>r}, besitzen {\displaystyle i_{R}} Schleifen, entsprechend der Zahl der Spitzen bei der zugehörigen gespitzten Epizykloide.
Das Krümmungsverhalten ist einheitlich, es gibt keine Wendepunkte.
Die minimale Zahl der Schnittpunkte ist gegeben durch {\displaystyle n_{\text{min}}=i_{R}(i_{r}-1)}. Liegt der erzeugende Punkt zwischen dem bewegten Kreis und dem innersten Übergangskreis, so beträgt die Zahl der Schnittpunkte {\displaystyle n_{\text{min}}+i_{R}}. Falls es keine Übergangskreise gibt, gilt diese Zahl für beliebiges {\displaystyle d>r}. Verschiebt man den erzeugenden Punkt von knapp innerhalb eines Übergangskreises auf den Übergangskreis, so treten außer den bisherigen Schnittpunkten {\displaystyle i_{R}} Berührungspunkte auf. Bei weiterer Verschiebung nach außen verschwinden die Berührungspunkte wieder; dafür kommen im Allgemeinen {\displaystyle 2\,i_{R}} weitere Schnittpunkte hinzu. Bei geradem {\displaystyle i_{R}} gibt es eine Ausnahme von diesem Verhalten: Durch Verschieben des erzeugenden Punktes über den äußersten Übergangskreis (Radius {\displaystyle R+r}) nach außen erhöht sich die Zahl der Schnittpunkte nur um {\displaystyle i_{R}}. Größer kann die Zahl der Schnittpunkte nicht werden.
Eine Epitrochoide, die durch den Mittelpunkt des festen Kreises verläuft und mehr als einen Schnittpunkt aufweist, stellt immer einen Sonderfall dar:
- Ist {\displaystyle i_{R}} eine gerade Zahl, dann weist diese verlängerte Epizykloide mindestens einen Berührungspunkt auf. Gibt es mehrere Berührungspunkte, so liegen Berührungs- und Selbstschnittpunkte übereinander.
- Ist {\displaystyle i_{R}} eine ungerade Zahl, dann liegen mehrere Schnittpunkte der verlängerten Epizykloide übereinander.

## Peritrochoide

Animation, während einer Umdrehung des Rotationskolbens um den Mittelpunkt des Zahnrades (grün) dreht sich das Zahnrad dreimal um den Mittelpunkt, dabei generiert der Zeiger sowohl die Peritrochoide (blau) als auch die Perizykloide (rot).
⇒ Drehrichtung auf das Zahnradpaar gesehen.

Wankelmotor, aufgrund der Überlagerung zweier Drehbewegungen des Rotationskolbens um die Punkte und benötigt die Gehäusekontur als Basis die Form einer Peritrochoide.

Eine Peritrochoide ergibt sich, wenn ein Kreis mit Radius {\displaystyle r} (bzw. ein innenverzahntes Zahnrad, im Bild grün) auf einem feststehenden Kreis mit Radius {\displaystyle R} (bzw. auf einem außenverzahnten Ritzel, im Bild blau) abrollt. Gezeichnet wird die Überlagerung zweier Kreisbewegungen (um {\displaystyle O} und {\displaystyle M}, siehe nebenstehende Animation) mittels eines – bezogen auf das bewegte Zahnrad (grün) – fixierten Punktes {\displaystyle P}. Dabei ist der Abstand (Zeiger) vom Mittelpunkt {\displaystyle M} zu {\displaystyle P} größer als der Radius {\displaystyle r} des bewegten Zahnrades. Das Längenverhältnis der Radien ist {\displaystyle q} = {\displaystyle {\tfrac {R}{r}},} auch Übersetzungsverhältnis genannt. Liegt ein zweiter fixierter Punkt, z. B. {\displaystyle D}, auf dem bewegten Zahnrad (grün) mit einem Abstand zu {\displaystyle M} gleich dem Radius {\displaystyle r} (siehe nebenstehendes Bild), zeichnet der Punkt {\displaystyle D} beim Abrollen des Zahnrades um {\displaystyle O} zusätzlich eine Perizykloide (rot).
Die im Folgenden beschriebene Konstruktion einer Peritrochoide zeigt sich z. B. in der Ausführung des Arbeitsraums im Gehäuse des Wankelmotors als zweibogige Trochoide {\displaystyle q} = {\displaystyle {\tfrac {R}{r}}={\tfrac {2}{3}}}. Wählt man eine andere Zahnradübersetzung, z. B. 1:2, 3:4, 4:5 usf., nennt die erste Zahl stets die Anzahl der Trochoidenbogen, die zweite diejenige der gleichlaufenden Zeiger, d. h. der Ecken des Kolbens.
- Die tatsächlich gefertigte Gehäusekontur weicht allerdings geringfügig von der Peritrochoide ab, da der Rotationskolben keine scharfen Spitzen, sondern abgerundete Dichtleisten hat.[21]

### Konstruktion
Parameter: feststehendes Zahnrad {\displaystyle R=2}, bewegtes Zahnrad {\displaystyle r=3}, Exzenter {\displaystyle e=r-R=1} und Abstand (Zeigerlänge) {\displaystyle |{\overline {MP}}|=6}.
Nach dem Einzeichnen der Koordinatenachsen werden der Kreis um {\displaystyle O} mit Radius {\displaystyle R=2} (blau) des feststehenden Zahnrades und der exzentrische Kreis um {\displaystyle O} mit Radius {\displaystyle e=1} gezogen. Der Punkt {\displaystyle M} auf dem exzentrischen Kreis ist beliebig zu wählen (im Bild mit Winkel {\displaystyle 150^{\circ }} zur x-Achse). Nun zieht man den Kreis des bewegten Zahnrades (grün) mit Radius {\displaystyle r=3} sowie einen weiteren mit Radius gleich {\displaystyle 6} um {\displaystyle M}. Eine Parallele zur y-Achse ab dem Punkt {\displaystyle M} bis zu dem soeben gezogenen Kreis liefert den Schnittpunkt {\displaystyle C}. Die folgende (nicht eingezeichnete) Gerade durch {\displaystyle O} und {\displaystyle M} erzeugt den Schnittpunkt {\displaystyle A} und den Berührpunkt {\displaystyle B} der beiden Zahnräder. Wird der dadurch entstehende Winkel {\displaystyle \gamma } gedrittelt, ergibt sich der Zeiger als Abstand {\displaystyle |{\overline {MP}}|} sowie der Schnittpunkt {\displaystyle D}. Durch zweimaliges Einzeichnen des Winkels {\displaystyle 120^{\circ }} am Scheitelpunkt {\displaystyle M} und Winkelschenkel {\displaystyle |{\overline {MP}}|} werden die Punkte {\displaystyle P'} und {\displaystyle P''} bestimmt. Nach dem Verlängern der Strecke {\displaystyle {\overline {MP'}}} über {\displaystyle P'} hinaus und dem Festlegen des Punktes {\displaystyle S} mit Abstand {\displaystyle |{\overline {MS}}|=3r+e=10} verbindet man die Punkte {\displaystyle P} und {\displaystyle P''} mittels eines Kreisbogens mit Radius {\displaystyle R_{K}=4r+2e=14} um {\displaystyle S}. Um die Form des Rotationskolbens fertigzustellen, wird der soeben erzeugte Kreisbogen {\displaystyle SP''P} an der Strecke {\displaystyle {\overline {MP}}} gespiegelt. Abschließend ist die damit erzeugte Verbindung {\displaystyle PP'} an der Strecke {\displaystyle {\overline {MP'}}} zu spiegeln.
Für die Parameterdarstellungen der beiden Kurven in kartesischen Koordinaten (Mittelpunkt {\displaystyle M} mit drei Umdrehungen um {\displaystyle O}) gilt:
Peritrochoide (blau)
{\displaystyle \left.{\begin{array}{l}x(t)=(r+e+R)\cdot \cos \left({\frac {R}{r+e}}\;t\right)-\cos \left({\frac {r+e+R}{r+e}}\;t\right)\\y(t)=(r+e+R)\cdot \sin \left({\frac {R}{r+e}}\;t\right)-\sin \left({\frac {r+e+R}{r+e}}\;t\right)\end{array}}\right\}0\leq t\leq 6\pi }
Perizykloide (rot)
{\displaystyle \left.{\begin{array}{l}x(t)=(R+e)\cdot \cos \left({\frac {e}{R}}\;t\right)-\cos \left({\frac {R+e}{R}}\;t\right)\\y(t)=(R+e)\cdot \sin \left({\frac {e}{R}}\;t\right)-\sin \left({\frac {R+e}{R}}\;t\right)\end{array}}\right\}0\leq t\leq 6\pi }